# Don Juan DeMarco
Don Juan DeMarco (v anglickém originále Don Juan DeMarco) je americká filmová komedie z roku 1995. Režisérem filmu je Jeremy Leven. Hlavní role ve filmu ztvárnili Marlon Brando, Johnny Depp, Faye Dunawayová, Selena a Géraldine Pailhas.

## Ocenění
Michael Kamen, Bryan Adams a Robert John Lange byli nominováni na Oscara a Zlatý glóbus v kategorii nejlepší píseň. Michael Kamen byl sám nominován na Zlatý glóbus v kategorii nejlepší hudba.

## Obsazení
| Marlon Brando     | Jack Mickler                 |
| Johnny Depp       | John Arnold DeMarco/Don Juan |
| Faye Dunawayová   | Marilyn Mickler              |
| Selena            | zpěvačka                     |
| Géraldine Pailhas | paní Jones                   |
| Franc Luz         | Don Antonio                  |
| Bob Dishy         | Paul Showalter               |
| Rachel Ticotin    | Doňa Inez                    |